# Montalet-le-Bois
Montalet-le-Bois település Franciaországban, Yvelines megyében. Lakosainak száma 321 fő (2022. január 1.). Montalet-le-Bois Brueil-en-Vexin, Jambville, Lainville-en-Vexin és Oinville-sur-Montcient községekkel határos.

## Népesség
A település népességének változása:
| Lakosok száma | 338  | 327  | 326  | 315  | 312  | 316  | 318  | 319  | 321  |
|               | 2013 | 2015 | 2016 | 2017 | 2018 | 2019 | 2020 | 2021 | 2022 |